# Cap Favàritx
Cap Favàritx (baleariska; spanska: Cabo Faratix) är en udde i Spanien. Den ligger på ön Menorca, i regionen Balearerna.
Cap Favàritx är en nordöstlig udde, ut mot Medelhavet. Öns huvudort Maó ligger en dryg mil söderut. På udden finns en 33 meter hög fyr, rest 1922 som den första byggd i betong från regionen. Fyrens svart-vita ränder går igen på flera andra fyrar på ön, inklusive på den vid Cap d'Artrutx i väster.
La torre amb una alçària de 33 metres, va ser la primera d'un far construïda completament amb formigó a les Illes Balears.